# Hermann de Werve
Hermann de Werve (* 16. August 1584 in Esens; † 11. Januar 1656 in Wien) war ein deutscher Pfarrer, Astrologe und Kalendermacher.

## Leben
Über seinen Werdegang weiß man nicht viel. Man nimmt an, dass er seine wissenschaftliche Ausbildung an der Lateinschule in Esens begonnen habe. Es wird auch nicht ausgeschlossen, dass er neben Theologie auch noch Medizin studiert hat. Er eignete sich jedenfalls astronomisches, mathematisches und meteorologisches Wissen an und ließ sich vom ebenfalls aus Esens stammenden David Fabricius inspirieren.
Als Nachfolger des ermordeten David Fabricius gab er 1618 einen astrologischen Kalender heraus, den er Graf Anton Günther von Oldenburg widmete. Diese astrologische Nebentätigkeit wurde ihm aber wohl bald zum Verhängnis, verlor er doch 1624 sein Pfarramt in der lutherischen Gemeinde in Westerende-Kirchloog, wo er ab 1607 wirkte. Trotzdem spendete der Kirche noch einen Altar. Seinen Lebensunterhalt verdiente er nun als Medicus und Astronomus in Emden. Seine Schriften als Kalenderschreiber waren dort sehr begehrt. Allerdings ließ er seine Werke andernorts drucken, was ihn in Konflikt mit den örtlichen Buchdruckern und -händlern brachte. Der Streit endete damit, dass ihn der Kirchenrat beim Magistrat anzeigte und ihm eine Anklage wegen Teufelsbeschwörung einbrachte.
Notgedrungen verließ er Emden und verbrachte einige Jahre als Arzt und Astrologe in Norden und Esens, bevor ihn der Mainzer Kurfürst Anselm Casimir Wambold von Umstadt in seinen Dienst stellte. Er nahm ihn mit nach Regensburg, wo die deutschen Kurfürsten zur Königswahl von Ferdinand III. zusammenkamen. Von Kaiser Ferdinand II. erhielt de Werve schließlich ein Schutzprivileg, das ihm die Einnahmen aus dem Kalenderverkauf sicherte und seine Werke vor Nachdrucken schützte.
So, auf sicherer finanzieller Grundlage stehend, entwickelte er am Kaiserhof in Wien eine rege Tätigkeit als Astrologe und Kalenderschreiber, was dazu führte, dass Kritiker und Neider ihn verstärkt anfeindeten. Zensurschikanen der Universität taten ein Übriges und er kehrte wieder nach Ostfriesland zurück, wo er noch einige Zeit lebte. Die große Zeit der Astrologie war vorbei und de Werve erkrankte schwer. In Wien war er schon vergessen, kehrte aber noch einmal dahin zurück, wo er dann auch starb.

## Werke
- mit Laurens Beyerlinck: Prognosis astronomica auff d. J. 1636.
- mit Johann Magirus, Caspar Marche: Astrologische Beschreibung von der anno 1654 den 2., 12. Augusti vorfallenden grossen, sichtbaren und nachdencklichen Sonnen-Finsternuß, Nürnberg, Endter, 1654. (Digitalisat)